# Tabacchiera anatomica

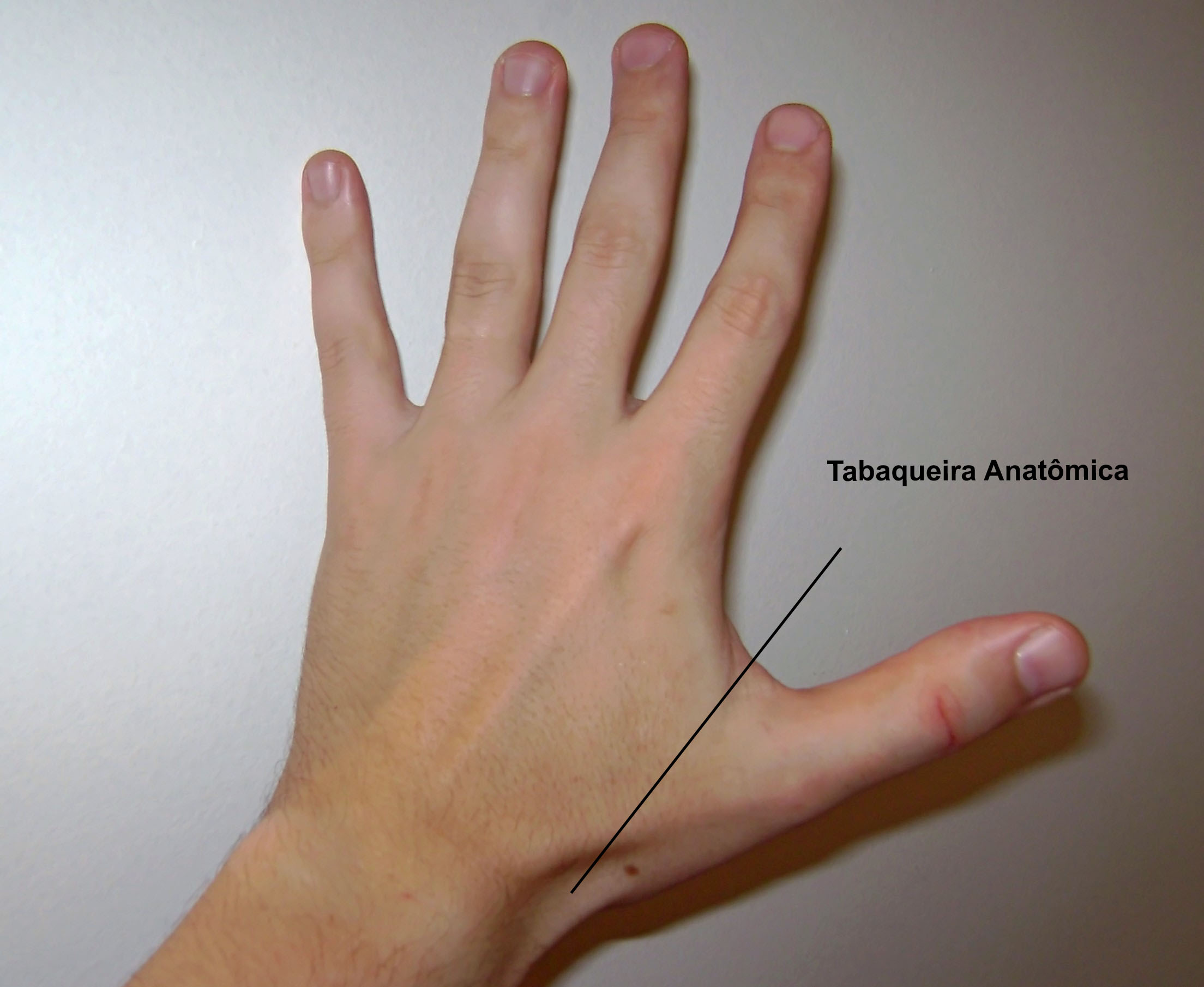
La tabacchiera anatomica sul dorso della mano.

La tabacchiera anatomica o fossa radiale è una fossetta di forma triangolare che si osserva nella porzione radiale del dorso della mano quando il pollice è esteso e abdotto. Il suo nome deriva dalla consuetudine, diffusa tra i consumatori di tabacco, di usare questa fossetta per aspirare il tabacco da fiuto.

## Descrizione

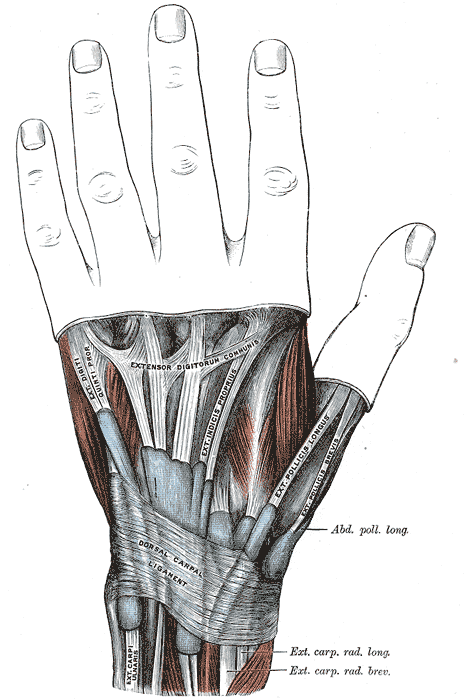
La tabacchiera anatomica vista al di sotto dei tegumenti.

La tabacchiera può essere considerata un solco i cui margini, dapprima distanti a livello del carpo, convergono poi verso la base del pollice. Essa si presenta pertanto di forma triangolare, offrendo alla descrizione un apice, rivolto verso la base del pollice, una base posta a livello del carpo e due lati, uno mediale ed uno laterale, che costituiscono i margini della fossetta. Si considera inoltre il fondo della tabacchiera che dà passaggio sia a tendini che a strutture vascolari e nervose.
I margini o lati della tabacchiera anatomica sono costituiti dal rilievo, sul dorso della mano, dei tendini dei muscoli posteriori dell'avambraccio che si inseriscono sul pollice. Il margine mediale è costituito dal tendine di inserzione del muscolo estensore lungo del pollice che, il più rilevato e più visibile a pollice esteso, corre sul dorso della mano dal carpo alla base della falange ungueale del pollice. Il margine laterale è costituito invece dai tendini dei muscoli estensore breve del pollice e abduttore lungo del pollice. Il tendine del muscolo estensore breve del pollice, scorrendo sul dorso del primo osso metacarpale dal carpo alla base della falange prossimale del pollice, contribuisce a formare il margine laterale in tutta la sua lunghezza mentre quello del muscolo abduttore lungo del pollice, inserendosi alla superficie laterale della base del primo osso metacarpale, contribuisce a formare solo la porzione più prossimale del margine laterale laddove questa passa al di sopra del carpo.
L'apice della tabacchiera è quindi nient'altro che il risultato della convergenza dei tendini dei muscoli estensori del pollice verso la base della prima falange del pollice.
La base infine, delimitata dal rilievo del processo stiloideo del radio che sporge tra i tendini dei due muscoli estensori del pollice, si pone prossimalmente a livello del polso ed è ricoperta dalla porzione più laterale del margine distale del legamento dorsale del carpo, laddove questo ricopre le guaine sinoviali dei tendini dei muscoli estensori del pollice e abduttore del pollice.
A seconda della posizione della mano, il fondo della fossetta radiale può essere costituito dalla superficie dorsale dello scafoide o del trapezio.

## Rapporti
I tendini dei muscoli estensori del pollice e abduttore del pollice, che originano dalle superficie posteriori di ulna e radio nella loggia posteriore della fascia antibrachiale, portandosi dall'avambraccio al dorso della mano per raggiungere il pollice devono scavalcare i vasi, i nervi ed i tendini dei muscoli che nell'avambraccio si trovano lateralmente ad essi. Ne consegue che, sul dorso della mano, queste strutture si ritrovano sul fondo della tabacchiera anatomica. Sul fondo della fossetta radiale si ritrovano quindi:
- I tendini di inserzione dei muscoli estensore radiale breve ed estensore radiale lungo del carpo.
- L'arteria radiale che, prima di trapassare nell'arteria palmare radiale profonda, vi transita accompagnata dalle vene radiali, sue vene satellite.
- Il nervo radiale, il cui ramo superficiale, satellite dell'arteria radiale, attraversa la tabacchiera prima di dividersi nei suoi rami terminali per il dorso della mano.
- La vena cefalica, che si forma proprio nella porzione di fascia superficiale che ricopre la tabacchiera dalla confluenza della vena cefalica del pollice e delle vene dorsali superficiali della mano.

## Galleria d'immagini

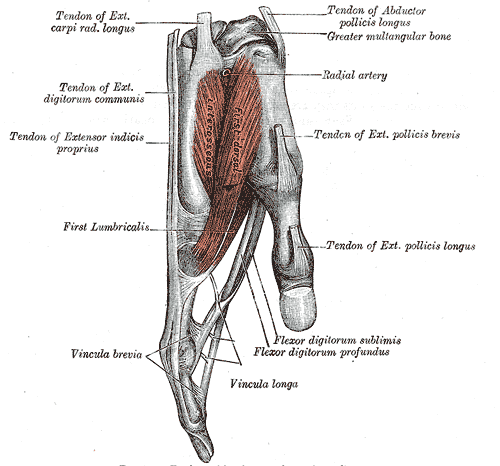
Inserzioni dei tendini dei muscoli estensori del pollice.
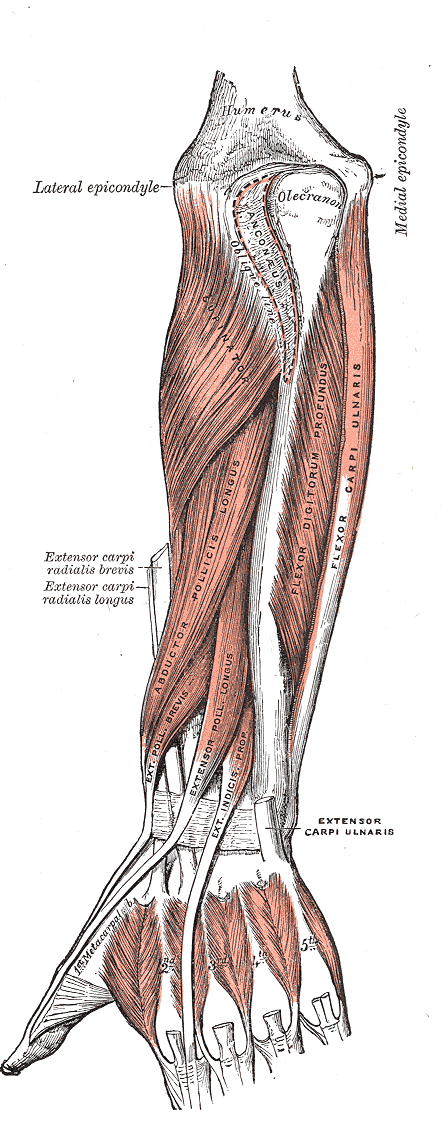
Vista dei tendini dei muscoli estensori radiali del carpo attraverso la fossa radiale.
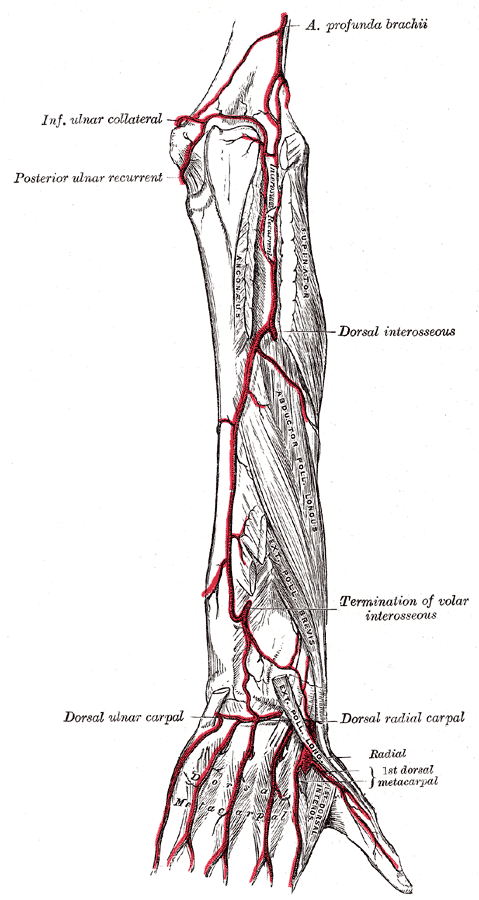
Vista dell'arteria radiale attraverso la fossa radiale.
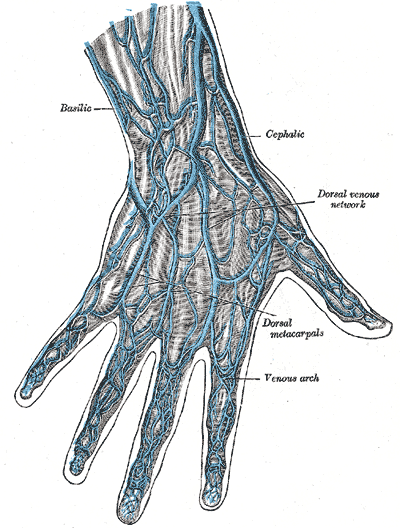
Vista della vena cefalica.